# Norddeutsche Turnmeisterschaften
Die Norddeutschen Turnmeisterschaften wurden von 1934 bis 1941 ausgetragen.

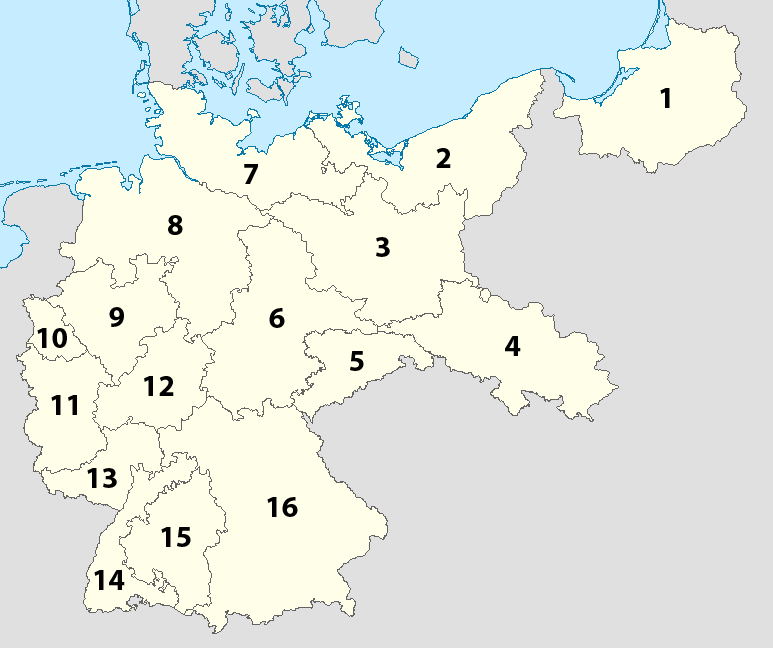
Gebietsstand der Sportbereiche 1933; Gau 7 Nordmark

## Geschichte
Sie wurden als Gaugerätemeisterschaften des Gaues 7 - Nordmark - der Deutschen Turnerschaft ausgetragen. Dem Gau Nordmark gehörten Hamburg, Lübeck, Schleswig-Holstein, Mecklenburg-Schwerin und Mecklenburg-Strelitz an.
Die besten Turner qualifizierten sich für die Deutschen Meisterschaften. 1941 wurden z. B. die vier bestplatzierten Turner zu den Deutschen Meisterschaften entsandt.
Kriegsbedingt konnten die Meisterschaften ab 1942 nicht mehr ausgetragen werden.

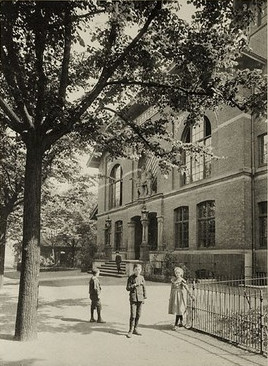
Jahnhalle in Hamburg, Austragungsort 1934
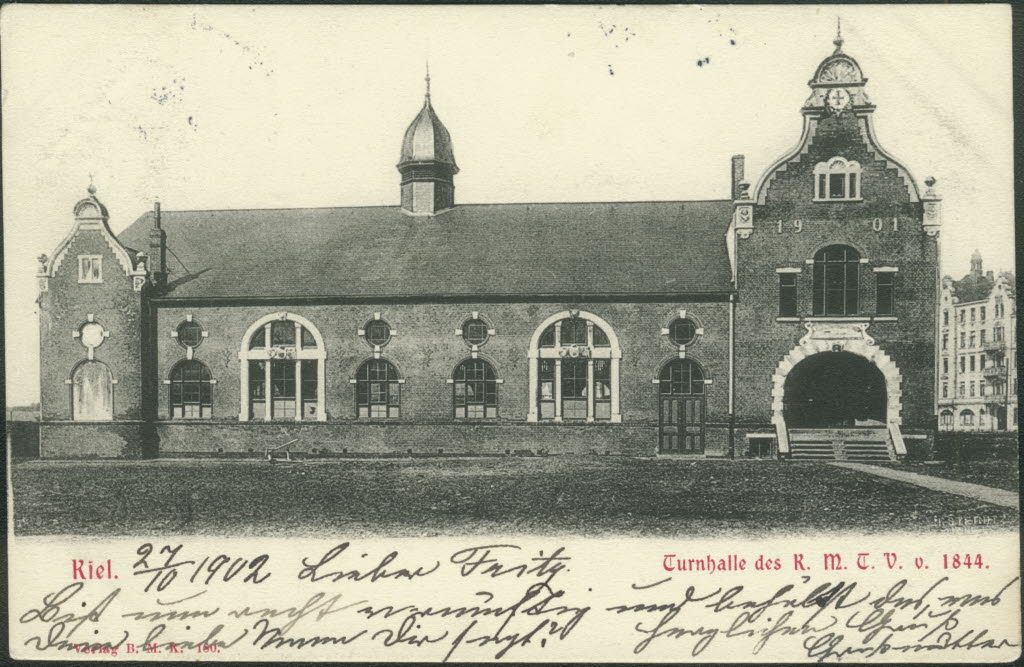
Turnhalle des Kieler Männer-Turnvereins, Austragungsort 1935
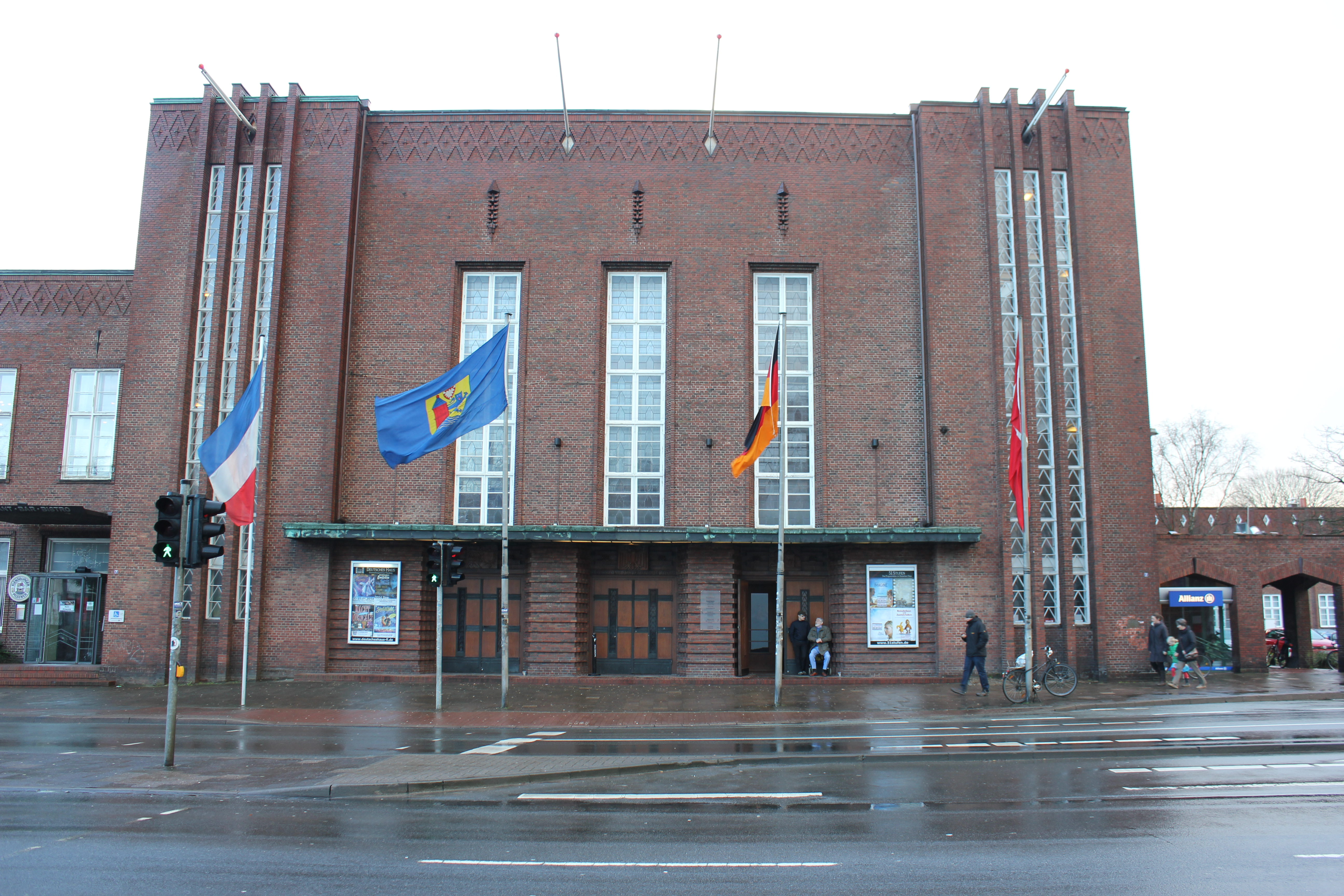
Deutsches Haus in Flensburg, Austragungsort 1936
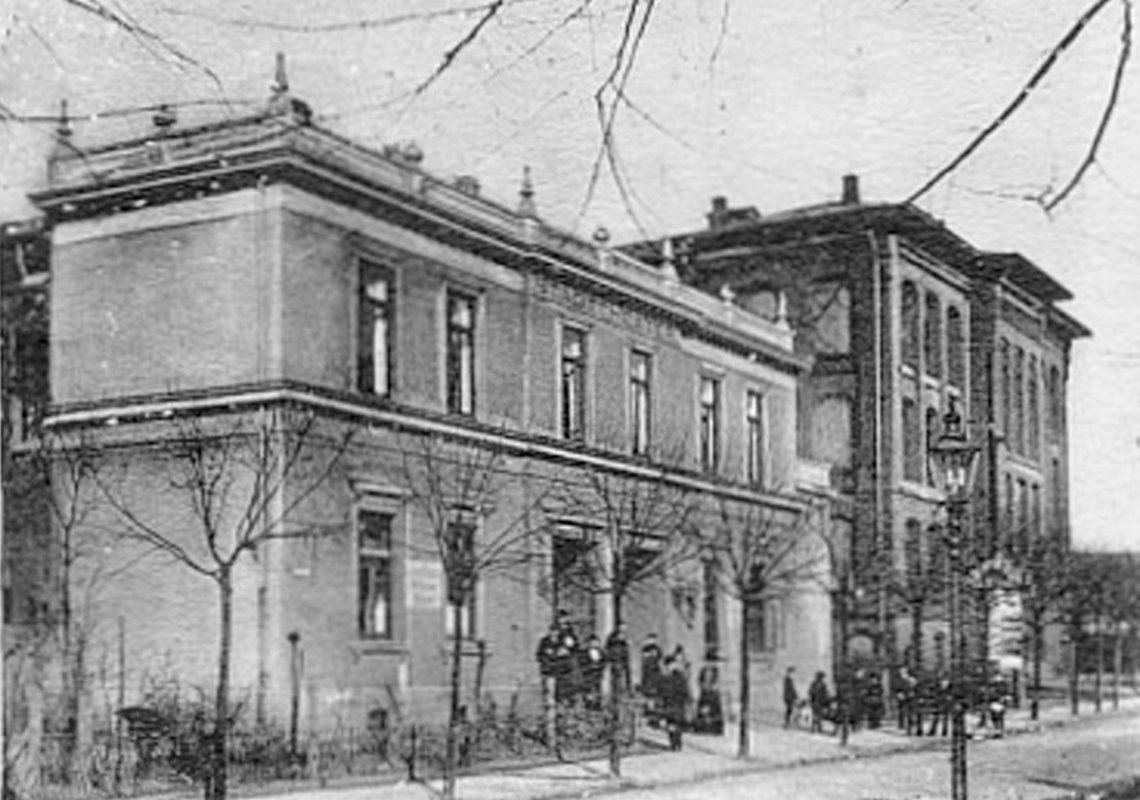
Harburger Stadttheater, Austragungsort 1937

| Norddeutsche Turnmeisterschaften | Norddeutsche Turnmeisterschaften      | Norddeutsche Turnmeisterschaften | Norddeutsche Turnmeisterschaften          | Norddeutsche Turnmeisterschaften | Norddeutsche Turnmeisterschaften |
| Nr.                              | Veranstaltung                         | Stadt                            | Austragungsort                            | Mehrkampfmeister                 |                                  |
| -------------------------------- | ------------------------------------- | -------------------------------- | ----------------------------------------- | -------------------------------- | -------------------------------- |
| 1.                               | Norddeutsche Turnmeisterschaften 1934 | Hamburg                          | Halle der Hamburger Turnerschaft von 1816 | Hans Pfeiffer                    |                                  |
| 2.                               | Norddeutsche Turnmeisterschaften 1935 | Kiel                             | Halle des Kieler Männerturnvereins        | Karl Streicher                   |                                  |
| 3.                               | Norddeutsche Turnmeisterschaften 1936 | Flensburg                        | Deutsches Haus                            | Walter Behrens                   |                                  |
| 4.                               | Norddeutsche Turnmeisterschaften 1937 | Harburg                          | Stadttheater Harburg                      | Alexander Kribic                 |                                  |
| 5.                               | Norddeutsche Turnmeisterschaften 1938 | Meldorf                          | Dithmarschenhalle                         | Alexander Kribic                 |                                  |
| 6.                               | Norddeutsche Turnmeisterschaften 1939 | Bergedorf                        | Colosseum                                 | Alexander Kribic                 |                                  |
| 7.                               | Norddeutsche Turnmeisterschaften 1940 | Kiel                             | Haus der Arbeit                           | Alexander Kribic                 |                                  |
| 8.                               | Norddeutsche Turnmeisterschaften 1941 | Kiel                             | Haus der Arbeit                           | Robert Smuda                     |                                  |

Nach dem Zweiten Weltkrieg und mit dem Entstehen der Bundesländer wurden regionale Meisterschaften in Form von Landesmeisterschaften (z. B. Hamburg oder Schleswig-Holstein) durchgeführt.